# Moseby (Odsherred Kommune)
 For alternative betydninger, se Moseby. (Se også artikler, som begynder med Moseby)
Moseby er en lille kystby på Nordvestsjælland med 447 indbyggere  (2024). Moseby er beliggende i Nykøbing Sj Sogn ved den nordlige del af Isefjorden to kilometer syd for Nykøbing Sjælland, tre kilometer øst for Stårup og 32 kilometer nord for Holbæk. Byen tilhører Odsherred Kommune og er beliggende i Region Sjælland.